# Jessie T. Usher
Jessie Thezeire Usher Jr. (sinh ngày 29 tháng 2 năm 1992) là nam diễn viên người Mỹ. Anh nổi tiếng với các vai Lyle trong phim truyền hình Level Up, Cam Calloway trong Survivor's Remorse và Reggie Franklin / A-Train trong The Boys. Ở lĩnh vực điện ảnh, anh từng xuất hiện trong các phim When the Game Stands Tall (2014), Teenage (2013), Independence Day: Resurgence (2016), Shaft (2019) và Smile (2022).

## Tiểu sử
Usher sinh ra ở Silver Spring, Maryland, cha mẹ anh là ông Jessie T. và bà Judith Usher. Lên năm tuổi, nam diễn viên bắt đầu có đam mê diễn xuất khi chị gái Jesstia của anh đăng ký được một xuất đóng quảng cáo. Anh sau đó có vai diễn đầu tay trong một mẩu quảng cáo của hãng thực phẩm Oscar Mayer. Năm 2003, cả gia đình chuyển tới Los Angeles cho công việc của cha anh. 15 tuổi, anh tốt nghiệp trung học phổ thông và sau đó học trường Cao đẳng Cộng đồng California khoa Nghệ thuật ẩm thực.

## Sự nghiệp
Vai diễn chuyên nghiệp đầu tiên của Usher là trong một tập phim của Without a Trace (đài CBS) vào năm 2005. Năm 2007, anh góp mặt trong một tập của Hannah Montana trên Disney Channel. Năm 2011, Usher đóng vai chính phim Level Up (kênh Cartoon Network). Phim sau đó được sản xuất tiếp thành một sê-ri truyền hình kéo dài hai mùa và Usher trở lại với vai Lyle Hugginson. Năm 2013, anh lồng tiếng cho vai American Boy trong phim tài liệu Teenage. Năm 2014, Usher tham gia phim When the Game Stands Tall. Cùng năm đó vào tháng 3, Usher nhận vai chính trong Survivor's Remorse, một phim truyền hình do LeBron James sản xuất, lên sóng tháng 10.